# Sean Conlon
Sean Kieran Conlon sinh ngày 20/5/1981 tại Leeds, West Yorkshire, nước Anh. Là một ca sĩ người Anh, được biết đến nhiều nhất với việc là thành viên của nhóm nhạc Five.
Conlon mang trong mình dòng máu Ireland và có bốn anh chị em. Anh bắt đầu thu âm và tái thu âm ở tuổi 11 và năm 13 tuổi, anh buổi diễn cho Elton John, Andrew Lloyd Webber và Phil Collins sau khi thắng giải sáng tác của Yamaha (Yamaha's Young Composer Competition). Một thời gian ngắn sau, Conlon được nhận vào trường nghệ thuật và nhận được sự khích lệ của mẹ anh, tham gia thử giọng cho Five 
sau khi đọc được tờ quảng cáo trên tạp chí The Stage. Mơ ước thời thơ ấu của anh là trở thành nhà sản xuất các bản thu âm nhạc soul học cầu thủ bóng bầu dục. Conlon là thành viên trẻ tuổi nhất của Five ở tuổi mười lăm và cũng quá trẻ để tham gai buổi thử giọng.
Khi còn là thành viên của Five, Conlon đã có một thời gian ngắn hẹn hò với vũ công Suzanne Mole - người đi cùng  chuyến lưu diễn với nhóm.
Từ khi Five tam rã vào năm 2001, Conlon theo đuổi sự nghiệp solo với tư cách là một ca sĩ nhạc R&B đương thời, jazz, soul và nghệ sĩ piano tại một tiệm cafe ở London, sau đó ký hợp đồng thu âm. Anh không tham gia lần tái hợp với Five vào năm 2007